# Twierdzenie Mittag-Lefflera

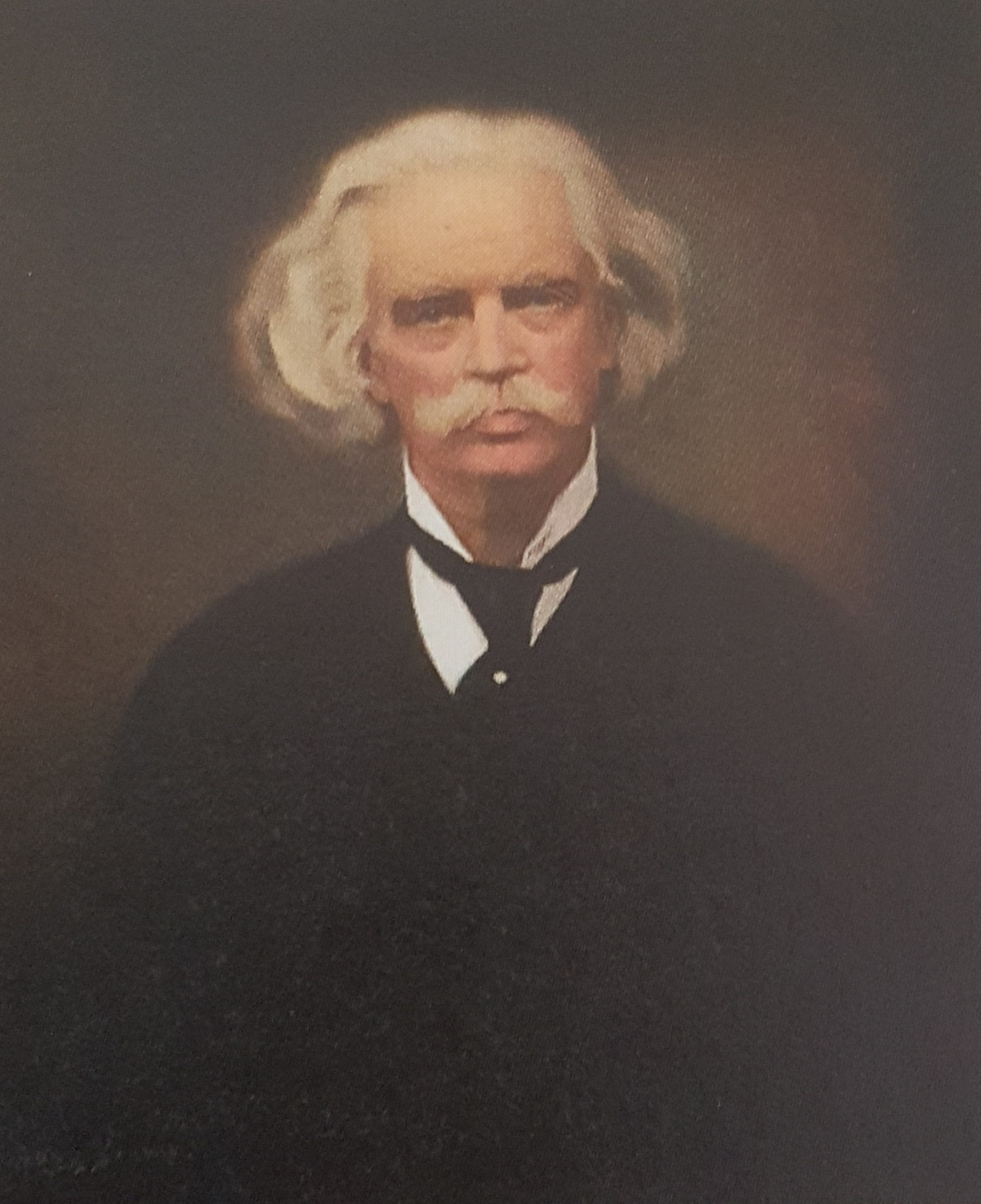
Portret Gösty Mittaga-Lefflera

W analizie zespolonej twierdzenie Mittag-Lefflera dotyczy istnienia funkcji meromorficznych o określonych biegunach. Odwrotnie, można go użyć do wyrażenia dowolnej funkcji meromorficznej jako sumy ułamków cząstkowych. Jest to twierdzenie podobne do twierdzenia Weierstrassa, które orzeka i istnieniu funkcji holomorficznych o określonych miejscach zerowych.
Twierdzenie to zostało nazwane na cześć szwedzkiego matematyka Gösty Mittaga-Lefflera, który opublikował jego wersje w latach 1876 i 1884.

## Twierdzenie
Niech {\displaystyle U} będzie zbiorem otwartym w {\displaystyle \mathbb {C} } oraz {\displaystyle E\subset U} będzie podzbiorem, którego punkty skupienia, jeśli występują, występują na brzegu zbioru {\displaystyle U.} Dla każdego {\displaystyle a} w {\displaystyle E,} niech {\displaystyle p_{a}(z)} będzie wielomianem ze względu na zmienną {\displaystyle 1/(z-a)} bez stałego współczynnika, tj. wyrażeniem postaci
{\displaystyle p_{a}(z)=\sum _{n=1}^{N_{a}}{\frac {c_{a,n}}{(z-a)^{n}}}.}
Twierdzenie Miggag-Lefflera mówi, że przy takich założeniach istnieje funkcja meromorficzna {\displaystyle f} na zbiorze {\displaystyle U} której bieguny są dokładnie elementami {\displaystyle E} i takie, że dla każdego takiego bieguna {\displaystyle a\in E,} funkcja {\displaystyle f(z)-p_{a}(z)} ma tylko usuwalną osobliwość na {\displaystyle a;} w szczególności częścią główną z {\displaystyle f} wokół punktu {\displaystyle a} jest {\displaystyle p_{a}(z).} Funkcja taka nie jest określona jednoznacznie. Dowolna inna funkcja funkcję meromorficzną {\displaystyle g} na {\displaystyle U} która spełnia założenia twierdzenia można wyrazić w postaci {\displaystyle g=f+h,} gdzie {\displaystyle h} jest dowolną funkcją holomorficzną na {\displaystyle U.}

## Przykład
Załóżmy, że chcemy otrzymać funkcję meromorficzną z prostymi biegunami z residuum 1 dla biegunów we wszystkich dodatnich liczb całkowitych. Przy zapisie jak wyżej, niech
{\displaystyle p_{k}(z)={\frac {1}{z-k}}}
oraz {\displaystyle E=\mathbb {Z} ^{+}} Twierdzenie Mittag-Lefflera daje istnienie funkcji meromorficznej {\displaystyle f} z częścią główną {\displaystyle p_{k}(z)} w {\displaystyle z=k} dla każdej liczby całkowitej dodatniej {\displaystyle k.} Funkcję taką możemy określić też jawnie przy pomocy szeregu
{\displaystyle f(z)=z\sum _{k=1}^{\infty }{\frac {1}{k(z-k)}}.}
Ten szereg zbiega normalnie na dowolnym zwartym podzbiorze {\displaystyle \mathbb {C} \smallsetminus \mathbb {Z} ^{+}} (co można wykazać za pomocą kryterium Weierstrassa zbieżności szeregów) do funkcji meromorficznej o pożądanych własnościach.

## Rozwinięcia biegunowe funkcji meromorficznych
Oto kilka przykładów rozwinięć biegunowych funkcji meromorficznych: {\displaystyle \pi \operatorname {cosec} (\pi z)=\sum _{n\in \mathbb {Z} }{\frac {(-1)^{n}}{z-n}}={\frac {1}{z}}+2z\sum _{n=1}^{\infty }{\frac {(-1)^{n}}{z^{2}-n^{2}}}}{\displaystyle \pi \sec(\pi z)=\sum _{n\in \mathbb {Z} }{\frac {(-1)^{n-1}}{z-\left(n+{\frac {1}{2}}\right)}}=2\sum _{n=0}^{\infty }{\frac {(-1)^{n-1}(n+{\frac {1}{2}})}{z^{2}-(n+{\frac {1}{2}})^{2}}}}{\displaystyle \pi \operatorname {ctg} (\pi z)=\lim _{N\to \infty }\sum _{n=-N}^{N}{\frac {1}{z-n}}={\frac {1}{z}}+2z\sum _{n=1}^{\infty }{\frac {1}{z^{2}-n^{2}}}}
{\displaystyle \pi \operatorname {tg} (\pi z)=\lim _{N\to \infty }\sum _{n=-N}^{N}{\frac {-1}{z-(n+{\frac {1}{2}})}}=2z\sum _{n=0}^{\infty }{\frac {-1}{z^{2}-(n+{\frac {1}{2}})^{2}}}}
{\displaystyle (\pi \operatorname {cosec} (\pi z))^{2}=\sum _{n\in \mathbb {Z} }{\frac {1}{(z-n)^{2}}}}
{\displaystyle (\pi \sec(\pi z))^{2}=\sum _{n\in \mathbb {Z} }{\frac {1}{(z-(n+{\frac {1}{2}}))^{2}}}}